# چشمه له‌یاسی
چشمه له‌یاسی یا چشمه سهراب، از جمله چشمه‌های شهرستان سروستان در استان فارس است.
این چشمه در نزدیکی شهر سروستان واقع است و دارای آب شیرین می‌باشد.این چشمه از جاذبه‌های گردشگری شهرستان سروستان محسوب می‌شود.